# Мешковицови
Мешковицови (Adoxaceae) е малко семейство двусемеделни растения от разред Лугачкоцветни (Dipsacales). Състои се от пет рода и около 150–200 вида тревисти растения и храсти, отнасяни в повечето традиционни класификации към семейство Бъзови. 

## Описание
Характеризират се с срещуположно разположени назъбени листа, малки пет- или по-рядко четирилистни цветове в цимозни съцветия и костилков плод, с което приличат на много представители на семейство Дрянови.
Мешковицата е малко многогодишно тревисто растение, което цъфти рано през пролетта и умира до нивото на земята през лятото веднага след узряването на плодовете; листата му са сложни. Бъзовете са предимно храсти, но два вида са големи тревисти растения; всички имат сложни листа. Всички калини са храсти с прости листа.

## Таксономия
В по-старите класификации цялото семейство е било част от семейство Бъзови. Мешковицата е първото растение, преместено в тази нова група. Много по-късно родовете бъз и калина са добавени след внимателен морфологичен анализ и биохимични тестове от Групата по филогения на покритосеменните. Добавен е допълнителен монотипичен род Sinadoxa въз основа на молекулярно сравнение с Мешковица.
Последните източници, включително уебсайта на групата по филогения, третират това семейство като Viburnaceae Raf., nom. cons.

## Родове
- Adoxa – Мешковица
- Sambucus – Бъз
- Sinadoxa
- Viburnum – Калина

## Галерия
- Листа и плодове на Viburnum davidii
- Цвят на червен бъз
- Цвят на черен бъз
- Листа и плодове на Sambucus canadensis
- Viburnum grandiflorum